# Mastotermes darwiniensis
Mastotermes darwiniensis, a térmita-gigante-do-norte ou térmita-de-darwin, é uma espécie de térmita endémica do norte da Austrália. Apesar da cidade de Darwin ser a capital do Território do Norte da Austrália, não quer dizer que este insecto exista apenas neste território.
Esta espécie é igualmente a única sobrevivente conhecida do género e família, de que se conhecem vários representantes fósseis . E é também a única espécie que abriga como simbionte no seu intestino o protozoário Mixotricha paradoxa.
Estas estranhas térmites parecem à primeira vista compostas por um abdómen de barata ligado a uma cabeça de térmite. Têm asas diminutas, mas com o mesmo desenho das das baratas, e põem os ovos numa ooteca, tal como as suas parentes. Pensa-se que Mastotermes pode ter tido, no Permiano, o mesmo antepassado que a barata-das-árvores, Cryptocercus, com quem tem muitas características em comum.
Mastotermes darwiniensis não é muito abundante e as suas colónias não são grandes. No entanto, a sua dieta é extremamente variada, incluindo desde plantas vivas a madeira tratada, couro e a cobertura de cabos elétricos. Tornou-se uma praga para a agricultura, ao ponto desta atividade ter sido praticamente abandonada no norte da Austrália .